# James T. Sandford
James T. Sandford (* in Virginia) war ein US-amerikanischer Politiker. Zwischen 1823 und 1825 vertrat er den Bundesstaat Tennessee im US-Repräsentantenhaus.

## Werdegang
Die Lebensdaten von James Sandford sind weitgehend unbekannt. Er wurde in Virginia geboren und besuchte dort die öffentlichen Schulen. Später zog er nach Columbia in Tennessee, wo er in der Landwirtschaft arbeitete. Politisch war er Mitglied der Demokratisch-Republikanischen Partei. In den 1820er Jahren schloss er sich der Bewegung um den späteren US-Präsidenten Andrew Jackson an.
Bei den Kongresswahlen des Jahres 1822 wurde Sandford im damals neugeschaffenen achten Wahlbezirk von Tennessee in das US-Repräsentantenhaus in Washington, D.C. gewählt, wo er am 4. März 1823 sein neues Mandat antrat. Da er im Jahr 1824 nicht bestätigt wurde, konnte er bis zum 3. März 1825 nur eine Legislaturperiode im Kongress absolvieren. Nach seinem Ausscheiden aus dem US-Repräsentantenhaus verliert sich die Spur von Sandford wieder. In den Quellen wird nur vermerkt, dass er einen zwischenzeitlich erworbenen Reichtum teilweise zur Gründung des Jackson College in Columbia stiftete.